# 張一厚
張一厚（？—？），山東平原縣人，明朝政治人物。

## 生平
嘉靖元年壬午科舉人，五年（1526年）丙戌科三甲107名進士，任直隸獲鹿縣知縣。任內興利除弊，從善如流。常說：「政求得當，雖十易之不為過也」。累升浙江处州府知府，嘉靖十八年（1539年）被举人盧綱诬告，被逮捕入京审讯，後事白無罪释放，官至浙江按察司副使。